# Karolina Westberg
Karolina Westberg (16 de maio de 1978) é uma futebolista profissional sueca que atua como defensora.

## Carreira
Karolina Westberg fez parte do elenco da Seleção Sueca de Futebol Feminino, nas Olimpíadas de 2000, 2004 e 2008. 